# Postóbon
Postóbon - Manzana was een Colombiaanse wielerploeg, actief in de jaren 1986-1996.
De naam van de ploeg wisselde door de jaren heen veel. Dan heette de ploeg weer Postóbon - Manzana, dan weer Manzana - Postóbon en dan weer enkel Postóbon. De ploeg reed wel ieder jaar onder een Colombiaanse licentie.
Het team bestond voor het grootste deel uit Colombiaanse renners. Een van de bekendste renners van de ploeg was Luis Herrera, de Colombiaanse klimmer reed in de jaren 1991 en '92 voor Postóbon. Ook Chepe González kwam gedurende drie jaar uit voor Postobon.

## Ploegleiders
- 1986 - José Raúl Meza Orozco & Asdrubal Salazar
- 1987 - José Raúl Meza Orozco & Elkin Dario Rendón Rojas
- 1988 - José Raúl Meza Orozco & Elkin Dario Rendón Rojas
- 1989 - José Raúl Meza Orozco & Elkin Dario Rendón Rojas
- 1990 - José Raúl Meza Orozco & Elkin Dario Rendón Rojas
- 1991 - José Raúl Meza Orozco & Elkin Dario Rendón Rojas
- 1992 - José Raúl Meza Orozco, Elkin Dario Rendón Rojas, José Alfonso López Lemus & Marsutis Dumbauskas
- 1993 - José Alfonso López Lemus
- 1994 - José Alfonso López Lemus
- 1995 - José Alfonso López Lemus
- 1996 - José Alfonso López Lemus

## Grote rondes
| Jaar | Ronde van Italië   | Ronde van Italië | Ronde van Frankrijk                   | Ronde van Frankrijk | Ronde van Spanje                   | Ronde van Spanje   |
| Jaar | hoogste klassering | etappewinst      | hoogste klassering                    | etappewinst         | hoogste klassering                 | etappewinst        |
| ---- | ------------------ | ---------------- | ------------------------------------- | ------------------- | ---------------------------------- | ------------------ |
| 1986 | geen deelname      | geen deelname    | 15e Reynel Montoya                    |                     | 13e Omar Hernández                 |                    |
| 1987 | geen deelname      | geen deelname    | 24e Omar Hernández                    |                     | 5e Óscar Vargas 10e Omar Hernández | 20e Omar Hernández |
| 1988 | geen deelname      | geen deelname    | geen deelname                         | geen deelname       | 21e Carlos Jaramillo               |                    |
| 1989 | geen deelname      | geen deelname    | geen deelname                         | geen deelname       | 3e Óscar Vargas                    |                    |
| 1990 | geen deelname      | geen deelname    | 16e William Palacio                   |                     | 13e Carlos Jaramillo               |                    |
| 1991 | geen deelname      | geen deelname    | 18e Alberto-Luis Camargo Álvaro Mejía |                     | 13e Luis Herrera                   | 15e Luis Herrera   |
| 1992 | 8e Luis Herrera    | 10e Luis Herrera | 32e Arunas Cepele                     |                     | 13e Luis Camargo                   |                    |